# Танцы с драконом
«Танцы с драконом» (иер. трад. 與龍共舞, кант.-рус.: Ю лонг гун ву, англ. Dances with Dragon) — гонконгская комедийная драма 1991 года, режиссёр Вон Цзин. Главные роли исполнили Энди Лау, Шарла Чён, Дини Ип и Ын Мантат.
Картина получила три номинации на 11-й Гонконгской кинопремии. Дини Ип получила награду в категории «Лучшая женская роль. 

## Сюжет
Ка-Чун (Энди Лау) — один из самых богатых людей в Гонконге, который делает всё, что ему заблагорассудится. Единственная проблема — желание матери (Ли Хёнкам) женить его на девушке (Ивон Юн), которая ему совсем не симпатична. Во время одного из путешествий на яхте, разгневанная отсутствием внимания со стороны Ка-Чуна, Диана Кунг выкидывает миллионера за борт.
Выплывший на берег Ка-Чун обнаруживает себя в небольшой деревне, где решает на время остаться у предприимчивой женщины (Дини Ип) и её дочки (Шарла Чён), в которую он влюбляется.

## В ролях
- Энди Лау — Ка-Чун
- Шарла Чён — Мун
- Дини Ип — Ши-и
- Ын Мантат — Дядя Флай
- Альфред Чун — Мартин Кунг
- Май Ло Мэймэй — Чарми
- Ивон Юн — Диана Кунг
- Мин Чанд — Ши
- Ноэль Чик — Нг И-Конг
- Ли Хёнкам — мать Ка-Чуна

## Награды и номинации
| Награды                     | Награды                           | Награды                                                                | Награды   |
| Кинопремия                  | Категория                         | Лауреат / претендент                                                   | Результат |
| --------------------------- | --------------------------------- | ---------------------------------------------------------------------- | --------- |
| 11-я Гонконгская кинопремия | Лучшая женская роль               | Шарла Чён                                                              | Номинация |
| 11-я Гонконгская кинопремия | Лучшая женская роль второго плана | Дини Ип                                                                | Победа    |
| 11-я Гонконгская кинопремия | Лучшая женская роль второго плана | Композитор: Лоуэлл Ло • Текст: Леунг Мэй Ва • Исполнитель: Кэлли Квонг | Номинация |